# Pompei
Pompei là một đô thị của Ý. Đô thị này thuộc tỉnh Napoli trong vùng Campania. Pompei có diện tích km2, dân số theo ước tính năm 2010 của Viện thống kê quốc gia Ý là 25.671 người. 
Các đơn vị dân cư:
Đô thị Pompei giáp với các đô thị: Torre Annunziata, Castellammare di Stabia, Boscoreale, Santa Maria la Carità và Sant'Antonio Abate và là đô thị tiếp giáp với Scafati.
Thành phố nổi tiếng với phế tích thành phố cổ Pompeii năm ở khu vực Pompei Scavi.